# لي سو مين
لي سو مين (بالكورية: 이수민)‏ هي ممثلة كورية جنوبية. ولدت يوم 5 أكتوبر 1984 في سول في كوريا الجنوبية.